# 周秉道
周秉道（？—？），廣西省潯州府桂平縣人，清朝政治人物、同進士出身。
光緒十五年（1889年），参加光緒己丑科殿試，登進士三甲57名。同年五月，著主事，分部学习。